# Hommage lumineux
Tribute in Light (en français : « Hommage en lumière » ou « Hommage lumineux ») est une installation de 88 projecteurs mise en place pour la première fois le 11 mars 2002, six mois après les attentats du 11 septembre 2001, sur le toit du Battery Parking Garage, près du site du World Trade Center. Dirigés vers le ciel et disposés en deux carrés, les projecteurs créent deux faisceaux de lumière verticaux dans le ciel rappelant les tours jumelles et rendant hommage aux victimes.

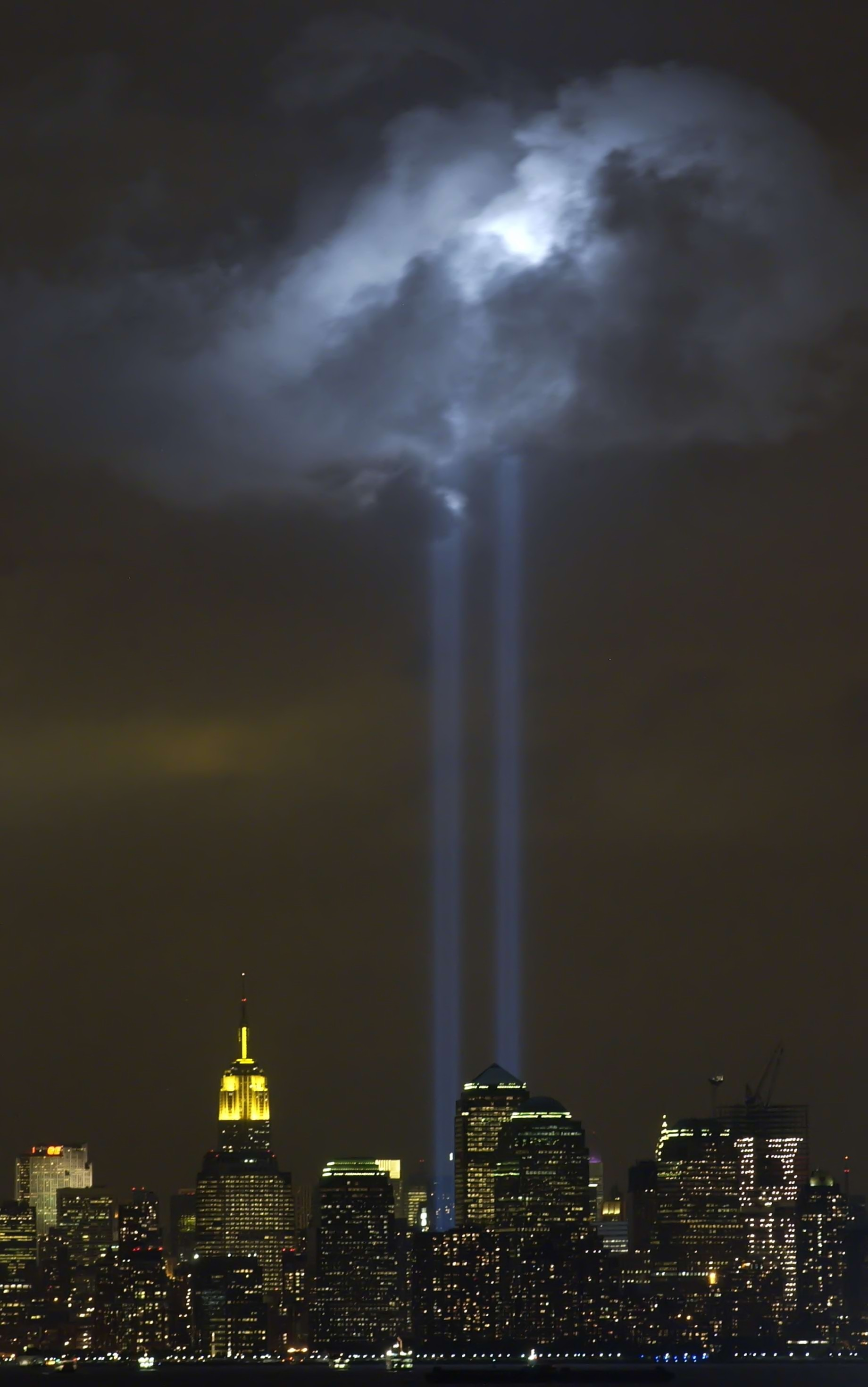
Le mémorial de lumière en 2004.

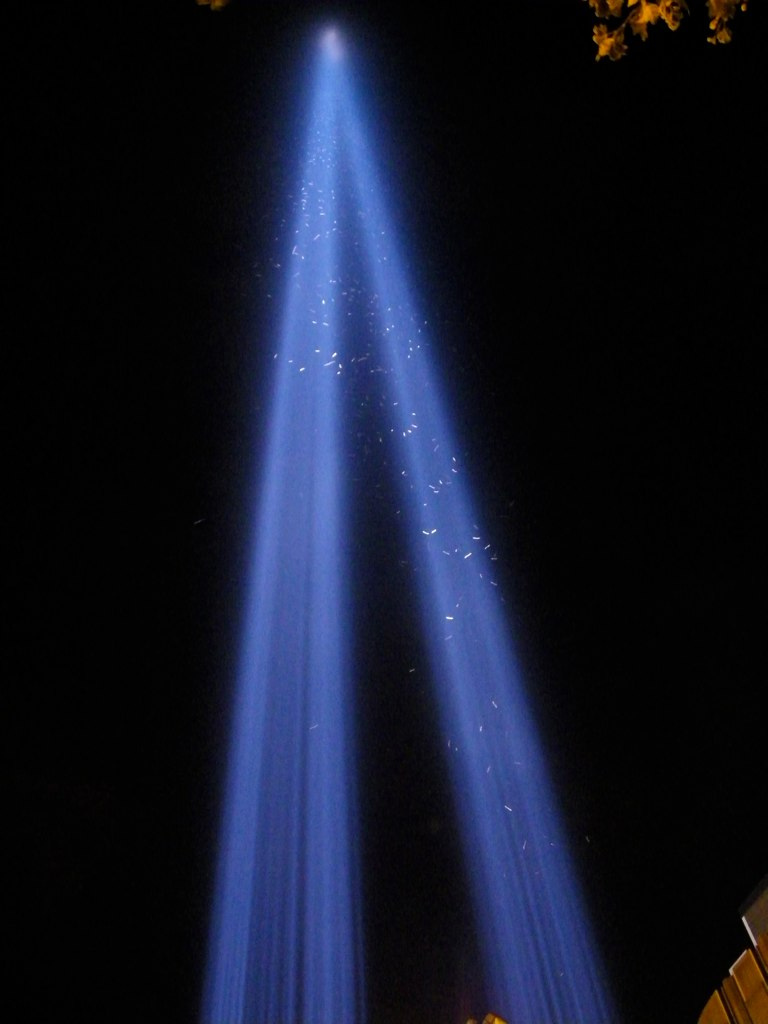
Des oiseaux piégés dans les lumières du Tribute in Light.

Le projet devait à l'origine être nommé "Towers of Light "(« Tours de lumière »), mais les familles des victimes ont estimé que le nom mettait l'accent sur les bâtiments détruits au lieu des personnes tuées.
Mis en place chaque année depuis la catastrophe, au mois de septembre, aux alentours de la date des attaques, Tribute in Light devait à l'origine servir de « mémorial » temporaire aux attaques contre le World Trade Center, en attendant la construction du véritable mémorial ; il était dès lors prévu que 2011, date du 10e anniversaire des attentats, soit la dernière année où l'hommage serait rendu de cette manière, le mémorial ayant ouvert depuis. Cependant, l'hommage lumineux est maintenu les années suivantes, pour une journée seulement désormais (du crépuscule du 11 septembre à l'aube du 12 septembre),,,.

## Observation
Par nuit claire, les feux se voient de plus de 60 miles de là (environ 100 km), dans tout New York et dans la plupart des banlieues nord du New Jersey et de Long Island, dans le comté de Fairfield, Connecticut, le comté de Westchester, Rockland et d'Orange. Les rayons étaient clairement visibles depuis la terrasse du Century Country Club à Purchase, New York, du moins aussi loin à l'ouest que l'ouest du comté de Morris, à Flanders (en), dans le New Jersey, et aussi loin au sud, près de Trenton, dans le New Jersey, dans les environs de Hamilton Township. 
Depuis 2008, les générateurs de Hommage lumineux sont alimentés avec du biodiesel à base d'huile de cuisson recyclée.

## Impact écologique

### Oiseaux
L'installation est aussi une source de pollution lumineuse. En 2010, on estime que des milliers d'oiseaux migrateurs, qui étaient en route du Canada vers le climat plus chaud des Caraïbes et de l'Amérique du Sud, ont été piégés par les lumières. Elles ont été éteintes pendant 20 minutes afin de laisser les oiseaux s'échapper. Il s'agit essentiellement d'oiseaux migrateurs, d'espèces très variées (fauvettes, oiseaux marins, grives, rapaces et faucons pèlerins).
En 2017, une équipe pilotée par Andrew Farnsworth (de l'Université Cornell), en utilisant un radar météorologique qui permet de rendre visibles les oiseaux (même hors du faisceau de lumière), a évalué qu'au cours des sept anniversaires précédents, l'installation annuelle avait attiré un total d'environ 1,1 million d'oiseaux. En seulement 20 minutes d'éclairage du ciel, ce sont jusqu'à 16 000 oiseaux qui ont été attirés dans un rayon d'un demi-kilomètre. À l'extinction des faisceaux, le radar montre que le nuage d'oiseau se dissipe très vite. Le phénomène d'intense mortalité d'oiseaux en raison de l'éclairage artificiel a été ensuite confirmé en 2018 à échelle du pays et in situ plus tard par des caméras thermiques. On a montré (grâce au radar) que les éclairages intenses peuvent attirer des oiseaux volant jusqu'à 200 km de distance. Ces données, selon Cornell Benjamin van Doren, « vous donnent vraiment une idée de l'échelle à laquelle la lumière peut avoir un impact sur la migration des oiseaux. Les oiseaux qui tournent en rond brûlent durant ce temps leur précieuse graisse corporelle, sont des proies faciles et, pire que tout, peuvent se fracasser sur les fenêtres des bâtiments voisins. »
Les preuves de la grande capacité de perturbation de l'installation sur les oiseaux sont apparues alors que les scientifiques s'inquiètent de l'effondrement de nombreuses espèces et notamment des oiseaux; ils estiment que la population d'oiseaux a chuté d'environ 3 milliards d'oiseaux entre 1970 et 2019, et la pollution lumineuse est l'un des facteurs connus de l'effondrement de certaines espèces (oiseaux, insectes nocturnes, chauve-souris). Les ornithologues craignent que chaque exacerbation supplémentaire du phénomène rapproche du moment où des populations d'oiseaux autrefois abondantes risquent de basculer vers l'extinction.

### Pistes de solutions
Les études radar des effets du Tribute in Light sur les oiseaux ont notamment débouché sur un programme baptisé BirdCast, visant à associer au radar météorologique (à échelle du continent américain) un logiciel d'apprentissage automatique pour prévoir les nuits exactes où des centaines de millions d'oiseaux migrateurs survolent les villes américaines, données qui permettraient au moins d'éteindre ou atténuer les éclairages au moment des pics de migration.
Chaque 11 septembre, quand les deux faisceaux lumineux sont rallumés, « des défenseurs des oiseaux attendent en bas, comptant et écoutant des pépiements désorientés. Si les observateurs signalent trop d'oiseaux tournant sans but dans les faisceaux, les organisateurs éteignent les lumières ».
La ville de New York a récemment adopté une ordonnance obligeant les bâtiments de la ville à éteindre les lumières lors de la saison de migration, et des dizaines de campagnes citoyennes aux États-Unis cherchent à « sauver des dizaines voire des centaines de milliers d'oiseaux par ville chaque année ». En 2019, une étude basée sur le projet BirdCast a aussi montré que les villes où le flux migratoire croise le plus de zones de grave pollution lumineuse sont Chicago, Houston et Dallas. Poussées par les groupes de défenseurs des oiseaux, plusieurs villes ont déjà mis en place des campagnes volontaires Lights Out (extinction volontaire des lumières non-essentielles) durant la saison de migration, dont Toronto (depuis 1990) et 43 autres villes américaines, en 2022.

## Apparitions dans les médias
- L'hommage lumineux est visible dans le clip de la chanson The Color of Love (2002) du groupe Boyz II Men.
- Le générique de début du film La 25e heure (2002), réalise par Spike Lee, et avec Edward Norton entre autres, présente des plans du Tribute in Light.

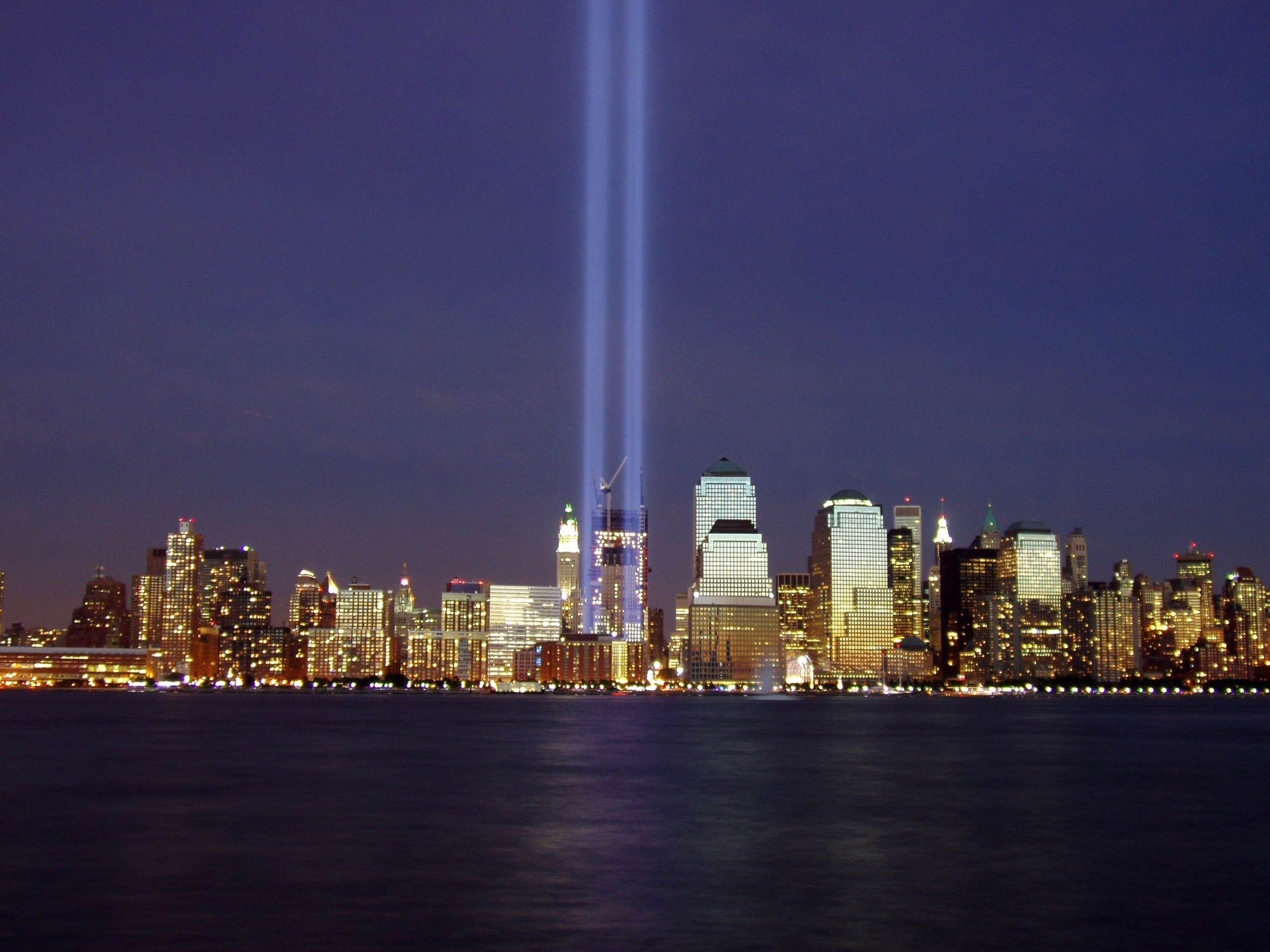
Canons à lumières le 11 septembre 2004.
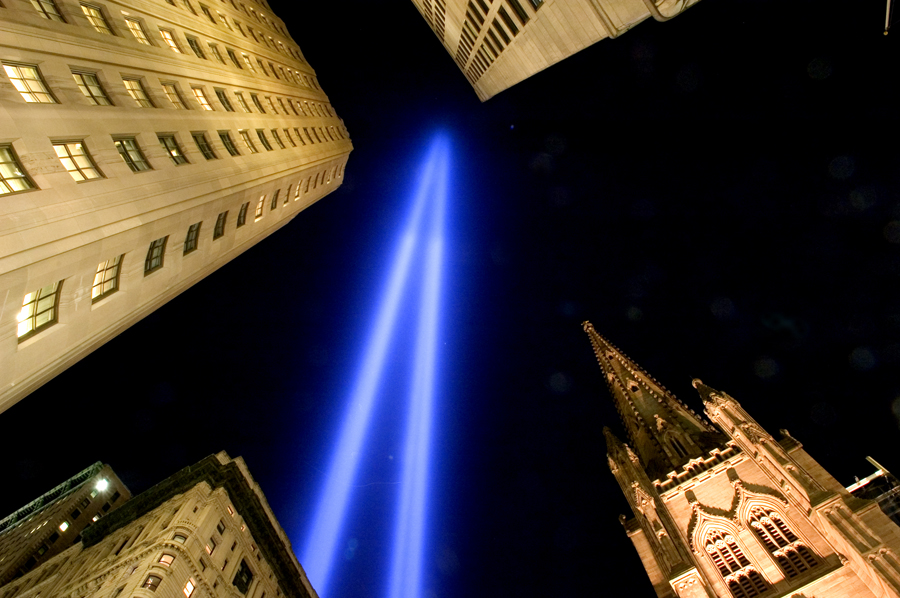
Canons à lumières le 11 septembre 2006.
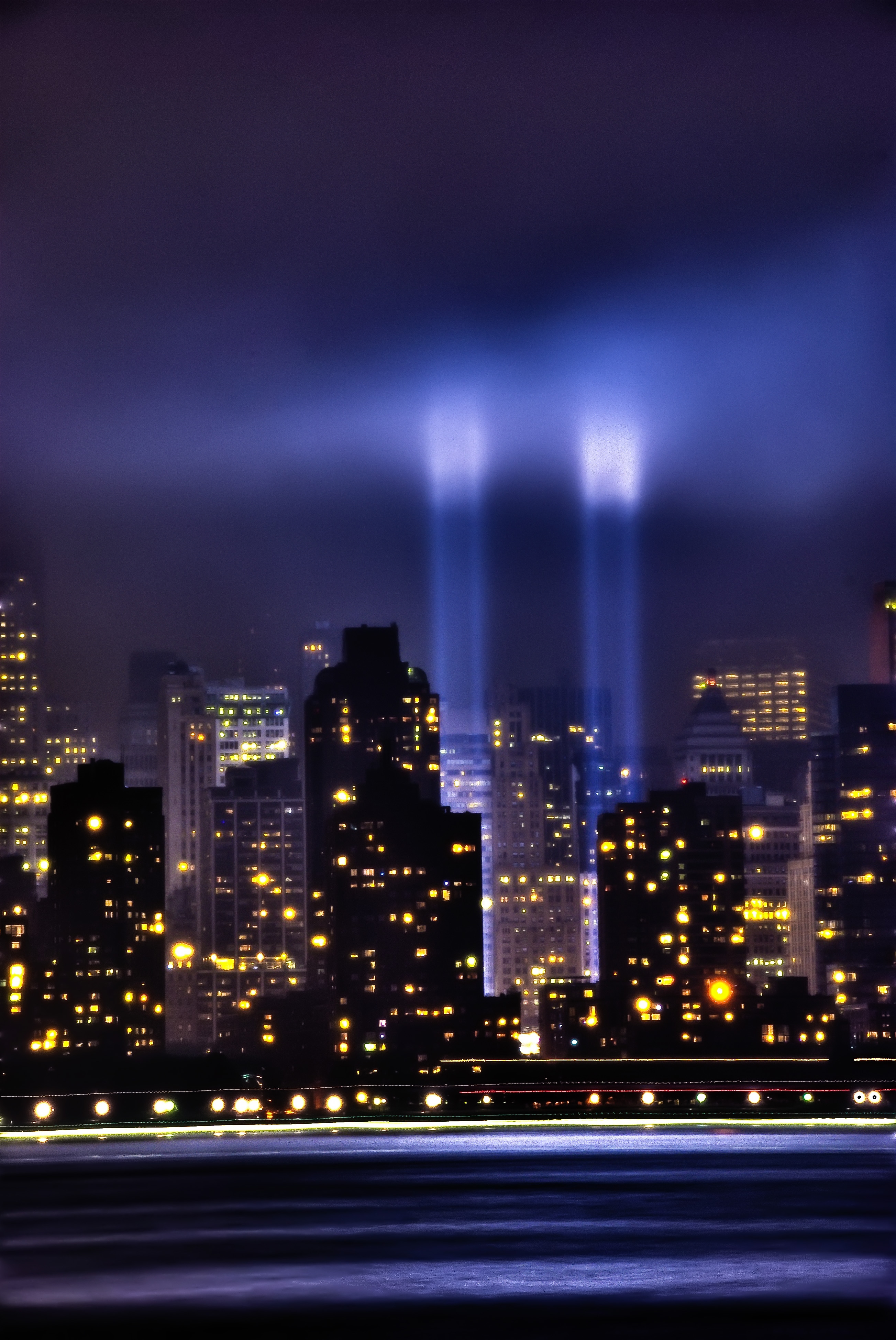
Canons à lumières le 11 septembre 2009.
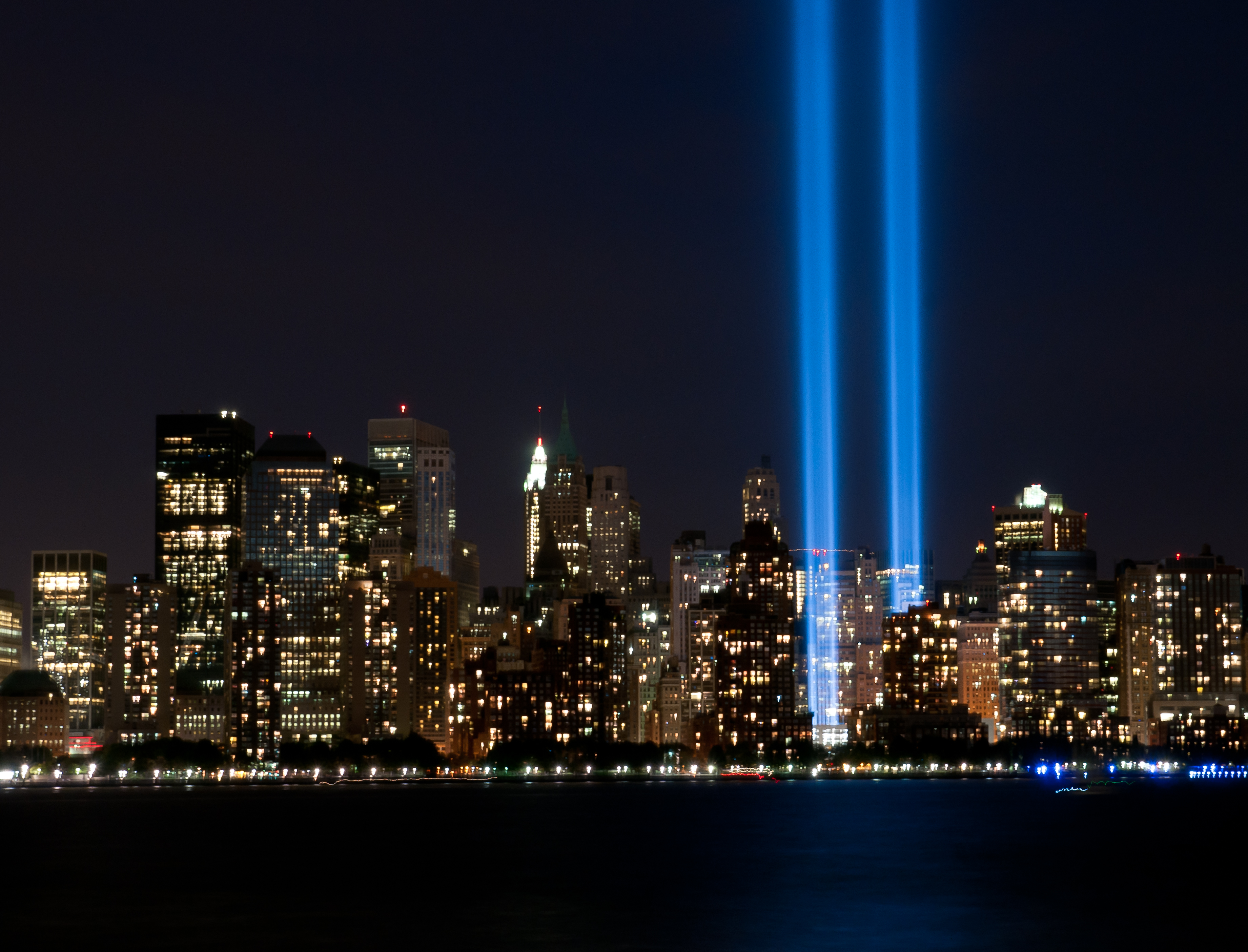
Canons à lumières le 11 septembre 2010.
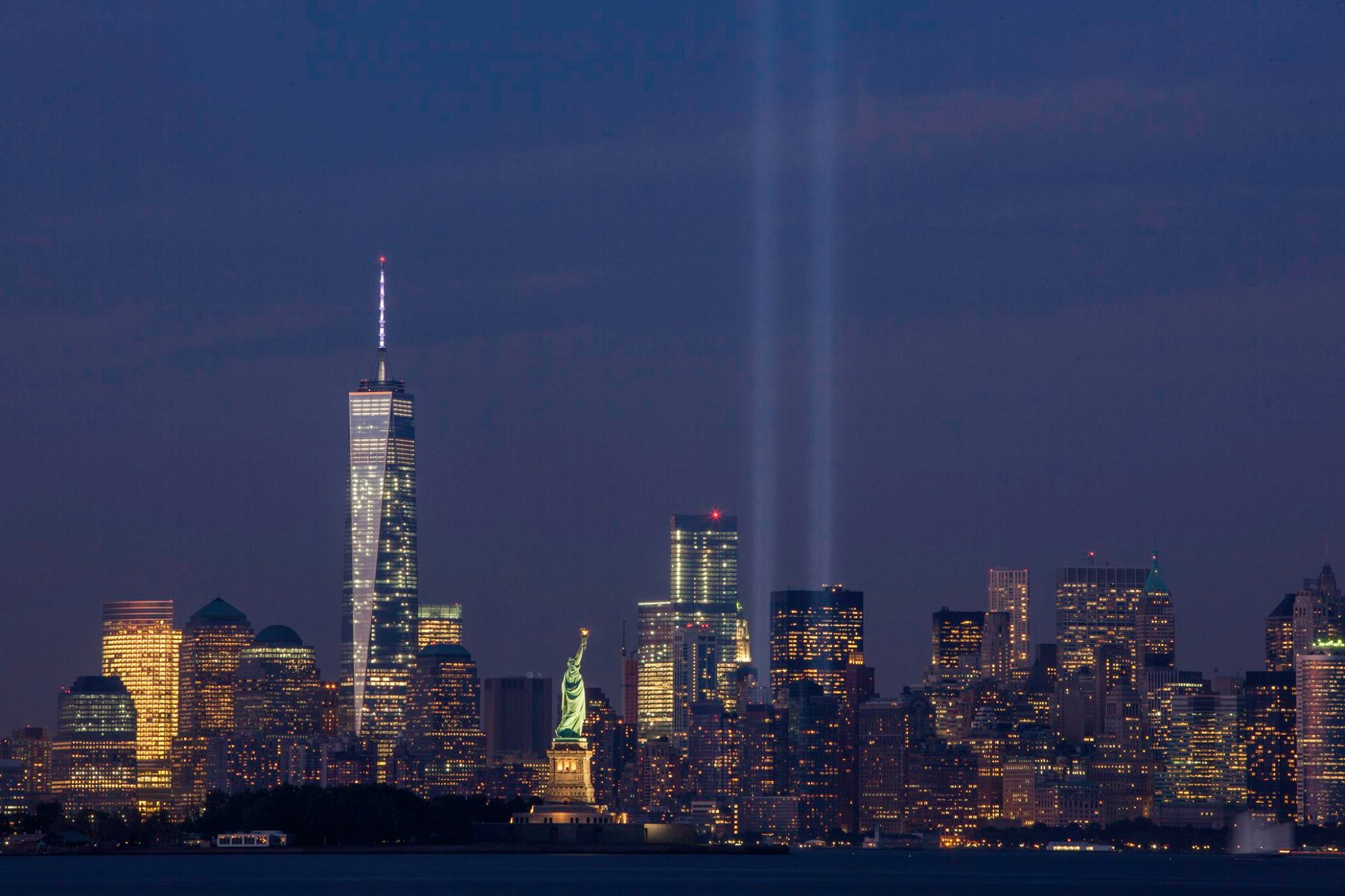
Canons à lumières le 11 septembre 2014.